# 馬思恭
馬思恭（1563年—1630年），字君篤，號玄默，順天府遵化縣人，軍籍，明朝政治人物。官至山西僉事。己巳之變期間，遵化城破，馬思恭投降後金。明軍克復遵化後，被俘處決。

## 生平
萬曆十年（1582年）壬午科鄉試二十四名。萬曆十四年（1586年）丙戌科会试九十五名，三甲第二十六名進士。都察院观政，任山東冠縣知縣。十五年調繁大同縣，二十年升兵部武选司主事，养病。二十三年補武库司，二十六年升员外郎，二十七年四月官至山西兵備僉事。二十九年考察調簡，三十三年京察闲住。
崇祯二年（1629年）十一月，皇太极率后金兵入关袭扰，围攻遵化，巡撫王元雅自縊，马思恭在籍，随兵部郎中贾维钥率父老投降。次年，孫承宗率軍克復遵化，马思恭、贾维钥等降臣被俘，押送京師處死。

## 家族
曾祖父馬傑，曾任冠帶總旗；祖父馬龍，曾任冠帶總旗；父親馬蕙，曾任周府教授。前母張氏；前母白氏；母蘇氏。慈侍下。兄思臧、思賢（引禮舍人）、思作。